# Чалияр (река)
Чалияр (малаялам: ചാലിയാർ) — четвёртая по длине река в индийском штате Керала, длина реки — 169 км. Берёт своё начало на склонах Западных Гат, в округе Нилгири штата Тамилнад. Протекает через округа Малаппурам и Кожикоде штата Керала, впадает в Лаккадивское море. Не пересыхает в сухой сезон.
Основные притоки: Черупужа, Ируванджипужа, Куруванпужа, Каримпужа, Пандипужа, Нирпужа.